# Ettore Sottsass
Ettore Sottsass jr. (* 14. September 1917 in Innsbruck; † 31. Dezember 2007 in Mailand) war ein italienischer Architekt und Designer von Einrichtungsgegenständen, die er vorwiegend in der von ihm stark geprägten Stilrichtung des „Anti-Designs“ gestaltete, das ihn international bekannt und erfolgreich machte.

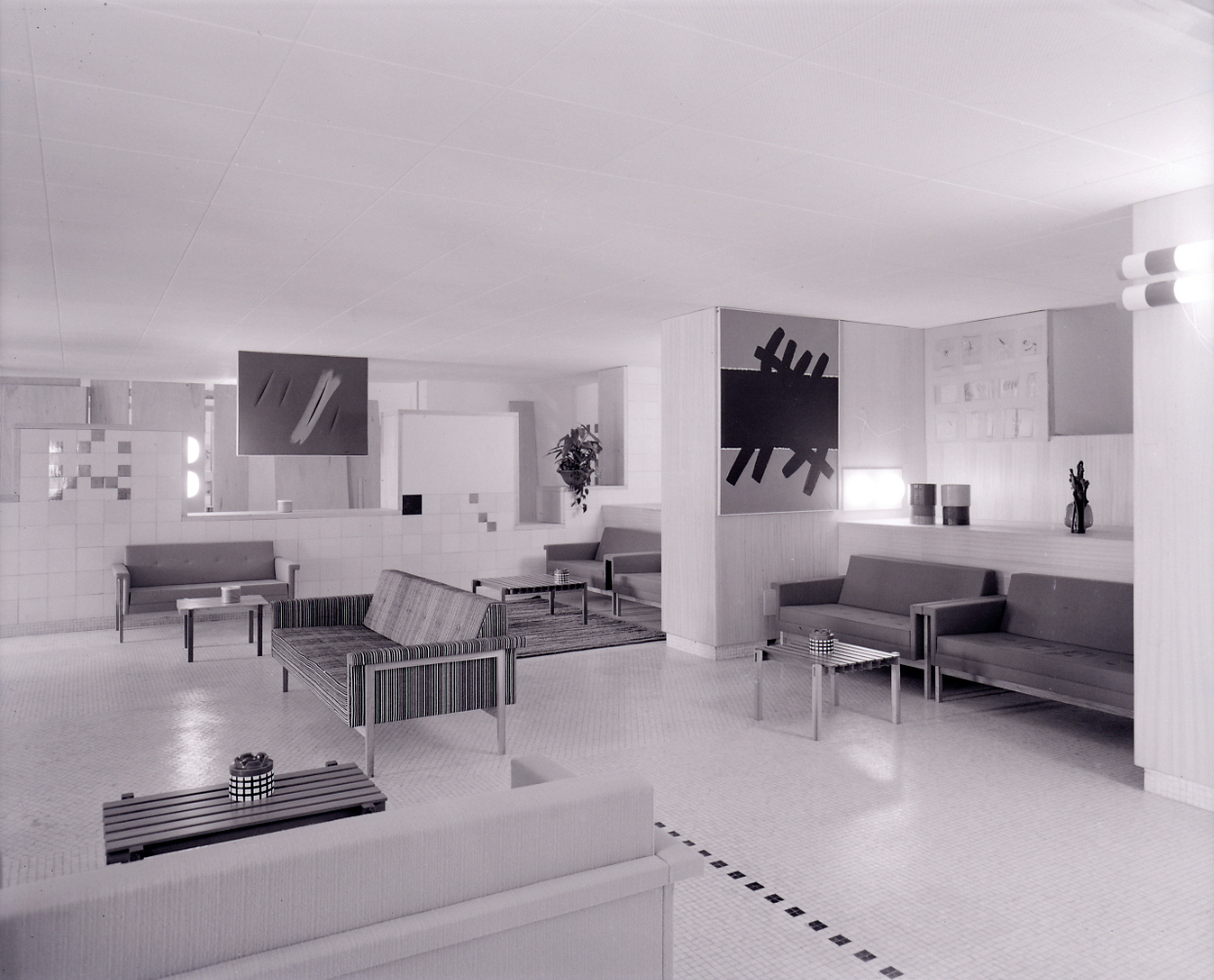
12. Triennale von Mailand, Möbel für von Sottsass gestaltete Innenräume. Foto von Paolo Monti, 1960.

## Leben

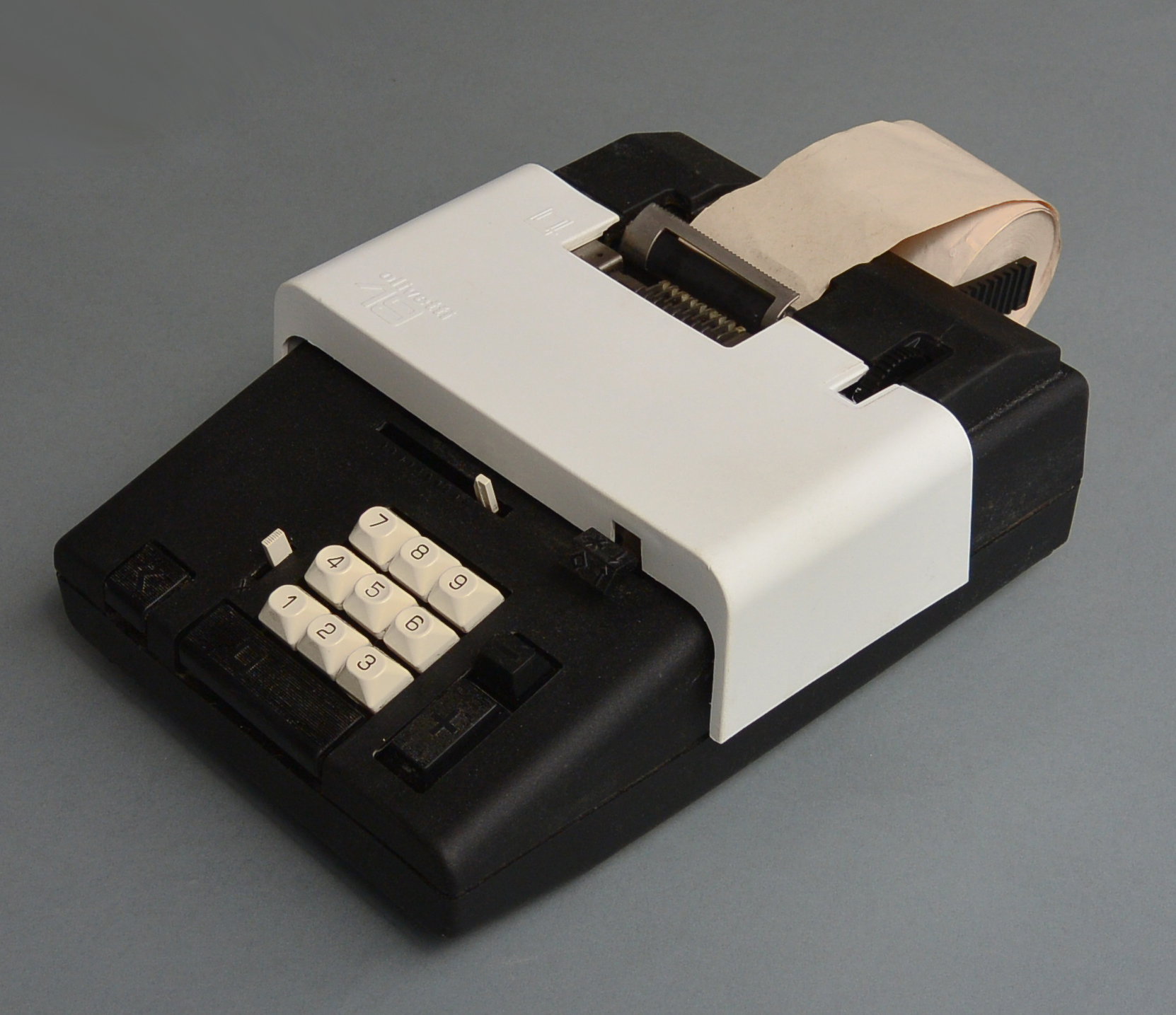
Die Rechenmaschine Summa 19 für Olivetti, 1970

Sottsass wurde als Sohn von Antonia Peintner und des Architekten Ettore Sottsass senior (* 1892, † 1954) geboren. Ende der 1920er Jahre übersiedelte er mit seiner Familie nach Turin. Dort fing er 1935 ein Architekturstudium am Polytechnikum Turin an, das er 1939 mit Diplom abschloss. Bedingt durch einen siebenjährigen Militärdienst dauerte es bis 1946 ehe Sottsass seine Arbeit als Architekt, Designer und Maler in Mailand beginnen konnte. 1947 gründete er dort sein eigenes Studio. 1949 heiratete er die aus Genua stammende Journalistin und Musikkritikerin Fernanda Pivano (* 1917, † 2009). 1957 wurde Sottsass künstlerischer Leiter von Poltronova. Er experimentierte mit dem neuen Material Fiberglas und benutzte es, um zeitgenössische Möbel und Beleuchtungskörper zu entwickeln.
1958 begann seine Zusammenarbeit mit dem Büromaschinenhersteller Olivetti, und bald erregten seine unkonventionellen Entwürfe Aufsehen, so etwa die Gestaltung des ersten italienischen Computers Olivetti Elea. Sottsass’ bekanntester Entwurf für Olivetti dürfte die 1968 entworfene Schreibmaschine Olivetti Valentine – „knallrot, tragbar und leicht“ – sein. Sie ist heute einer der bekanntesten Designklassiker. David Bowie, Sammler von Sottsass-Objekten, soll über die „Ikone“ gesagt haben: „Es war schier unmöglich, den Blick von ihr abzuwenden.“
Die Pop Art beeinflusste auch die Innenausstattung seiner Guglielmo Bar in Mailand und die Möbelkollektionen für Poltrona Frau 1965–1967. Aus Sottsass’ Stockholmer Zeit 1969 stammen die gestreiften Holzkuben-Schränke Superbox.
Seine Entwürfe wandten sich gegen den repräsentativen Besitzcharakter der Gegenstände; vielmehr brachte Sottsass die Alltagskultur in seinen Designs spielerisch zum Ausdruck. Sottsass wurde so in kurzer Zeit zu einem führenden Vertreter des „Anti-Designs“.
Der Micky-Maus-Tisch für das Industriedesign-Unternehmen Bonacina (1972) und der Gelbe Sekretärsstuhl für Olivetti (1973) fügten seiner radikalen Abwendung vom traditionellen Entwurf ein Element der Ironie und des Humors hinzu.
1980 gründete er sein eigenes Unternehmen, die Ettore Sottsass Associati. Sehr erfolgreich war auch die im Dezember 1980 von ihm mitgegründete Memphis-Design-Gruppe, ein Zusammenschluss von Architekten und Designern, der das Ende des ‚Internationalen Stils‘ verkündete und seinen Namen mit der Wende zum emotionalen Design und zur Postmoderne verknüpfte. Zu den Gründungsmitgliedern von „Memphis“ zählten neben Sottsass auch Michele De Lucchi, Marco Zannini, Barbara Radice, Aldo Cibic und Matteo Thun. 1988 wurde die Memphis-Design-Gruppe von Sottsass wieder aufgelöst.

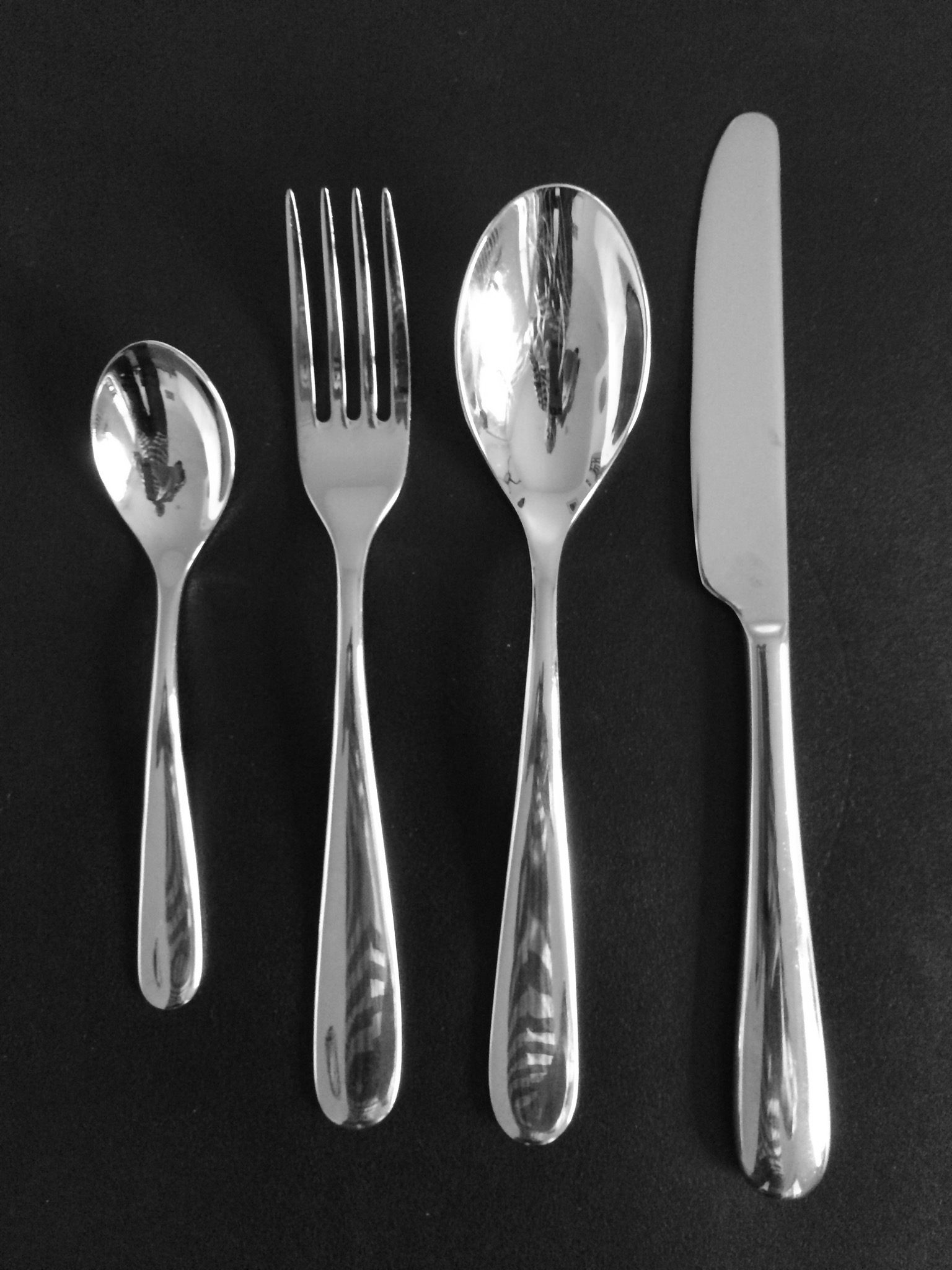
Essbesteck Nuovo Milano für Alessi 1987

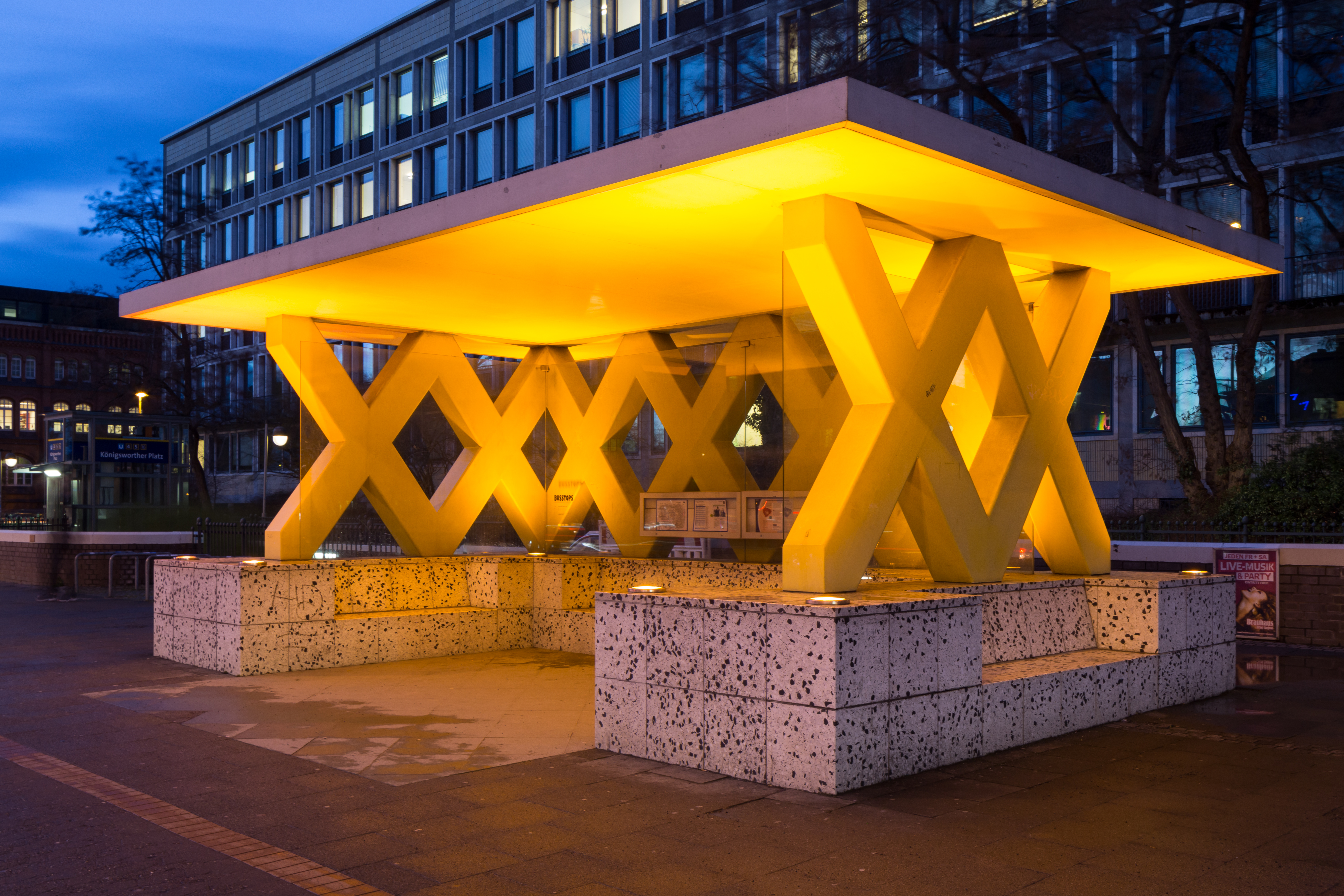
BUSSTOPS-Haltestelle in Hannover, 1994

Im Jahr 1994 schuf Sottsass im Rahmen des Kunstprojektes BUSSTOPS eine vielbeachtete Bushaltestelle am Königsworther Platz in Hannover. Sie besteht aus acht großen gelben Kreuzen als Symbol für das 20. Jahrhundert auf einem gesprenkelten Steinsockel und einem weißen Dach.
Ausstellungen über Sottsass’ Lebenswerk gab es zum Beispiel auf der Biennale in Venedig im Jahr 1976, im Centre Pompidou in Paris (1994) und im Design Museum London 2007.
Ettore Sottsass starb in seiner Mailänder Wohnung im Alter von 90 Jahren an kardialer Dekompensation im Zuge einer Virusgrippe.

## Design (Auswahl)
- 1957 Computer Elea 9003 für Olivetti
- 1964 Schreibmaschine Tekne für Olivetti
- 1964 Schreibmaschine Praxis 48 für Olivetti
- 1965 Möbelkollektionen für Poltrona Frau

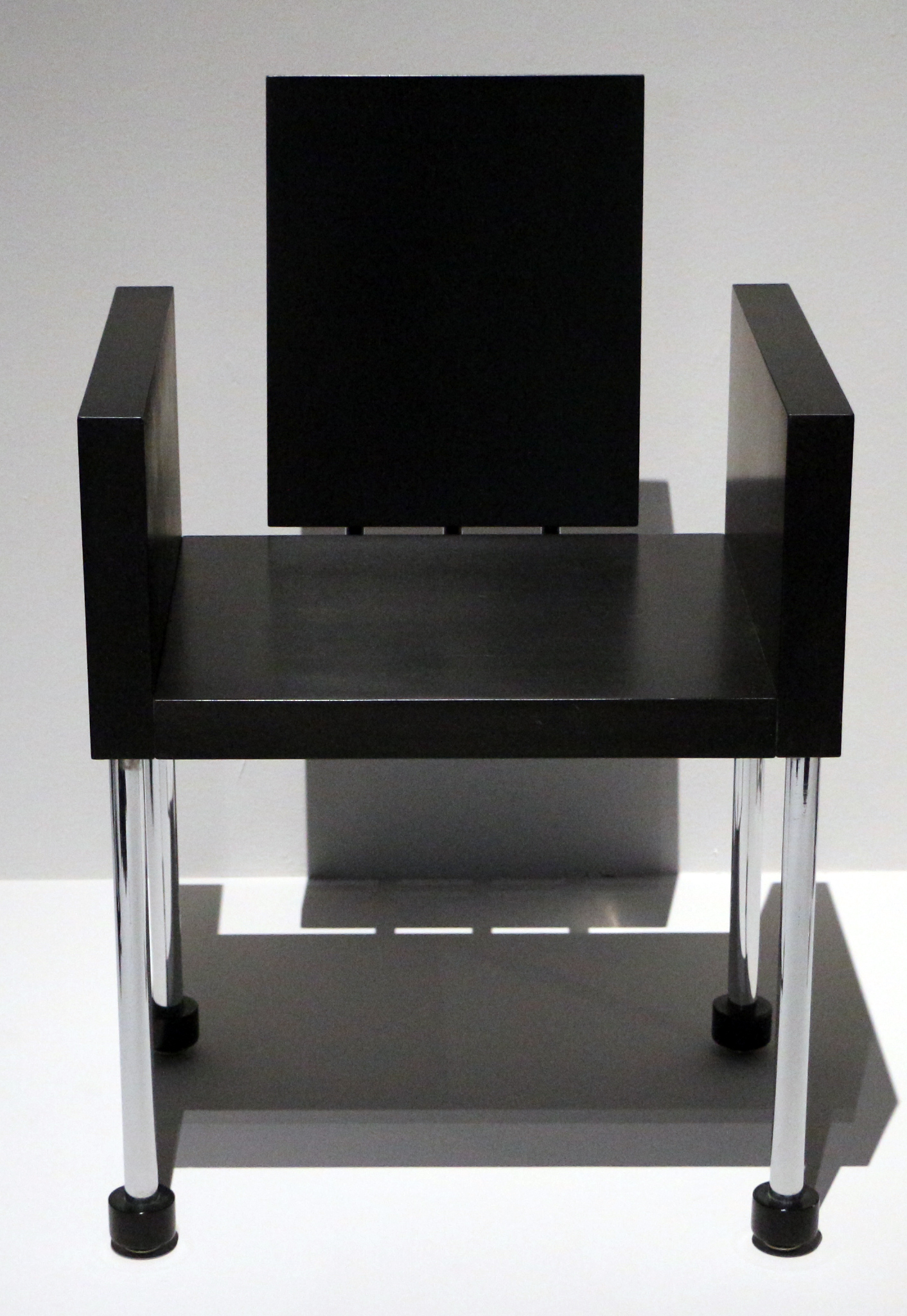
Miss, don’t you like caviar Stuhl (1987) Courtesy Centre Pompidou, Paris

- Miss, don’t you like caviar Stuhl (1987) Courtesy Centre Pompidou, Paris 1965 Schrank Superbox für Poltronova
- 1968 Reiseschreibmaschine Valentine für Olivetti
- 1970 Mobili Grigi für Poltrona
- 1970 Rechenmaschine Summa für Olivetti
- 1972 Tisch Micky-Maus für Bonacina
- 1973 Bürostuhl Sistema 45 für Olivetti
- 1978 Salzstreuer 5070 für Alessi
- 1980 Stuhl Sedia da Pranzo No. 5 für Kumewa
- 1981 Bücherregal Carlton für Memphis (später Vitra)
- 1981 Tischleuchte Tahiti für Memphis
- 1982 Fruchtschale Murmansk für Memphis
- 1982 Stehleuchte Callimaco für Artemide
- 1983 Tischleuchte Pausania für Artemide
- 1983 Esstisch Park Lane für Memphis
- 1984 Computer M24 für Olivetti
- 1987 Essbesteck Nuovo Milano für Alessi
- 1993 Tafelservice aus Porzellan La Bella Tavola für Alessi

## Architektur (Auswahl)
- 1952 Schule in Predazzo (mit Ettore Sottsass sr.)
- 1955 Wohnhaus in Pont-Saint-Martin (Aostatal)
- 1966 Guglielmo Bar in Mailand, Italien
- 1985 Mehrfamilienhaus in Marina di Massa, Italien.
- 1985/1986 Renovierung und Umbau von Teilen des Esprit-Hauses in Düsseldorf.[4]
- 1985/1986 Lagerhallen Vogelsanger Weg in Düsseldorf[5][6]
- 1989 Bar Zibibbo in Fukuoka, Japan.
- 1989 Casa Olabuenaga auf Maui, Hawaii, USA
- 1993 Casa Ghella in Rom, Italien
- 1993 Casa Green in London, England
- 1994 Bushaltestelle am Königsworther Platz in Hannover, Kunstprojekt BUSSTOPS
- 2000 Flughafen Mailand, Malpensa, Italien

## Ausstellungen (Auswahl)
- 1972 Italy: A New Domestic Landscape, Museum of Modern Art, New York
- 1976 Biennale in Venedig
- 1994 Centre Pompidou, Paris
- 2001 Memphis Remembered, Design Museum, London
- 2002 Memphis – Kunst/Kitsch/Kult, eine Designbewegung verändert die Welt. Looshaus Wien, Österreich.
- 2002 Memphis – 21 Jahre nach der Designrevolution. Kunsthalle Krems, Österreich.
- 2007 Design Museum, London
- 2007 Salone degli Incanti dell’ ex Pescheria, Triest
- 2010 We Were Exuberant and Still Had Hope. Ettore Sottsass: Works from Stockholm, 1969. Marres Centrum voor Contemporaine Cultuure, Maastricht, Niederlande.
- 2015 Design Museum, London
- 2015 Friedman Benda Galerie, New York
- 2017 Ettore Sottsass – Rebell und Poet, Vitra Design Museum, Weil am Rhein
- 2017 Il Vetro, Le Stanze Del Vetro, Isola di San Giorgio Maggiore, Venedig

## Auszeichnungen (Auswahl)
- 1959 Compasso d’Oro (für Elea)
- 1970 Compasso d’Oro (für Valentine)
- 1989 Compasso d’Oro (für Nuovo Milano)
- 1994 IF Design Award